# マンネ・シーグバーン
カール・マンネ・イェオリ・シーグバーン（Karl Manne Georg Siegbahn、1886年12月3日 - 1978年9月26日）は、スウェーデンの物理学者である。X線分光学の分野の研究で1924年のノーベル物理学賞を受賞した。ジーグバーン、ジークバーンの表記も見られる。息子のカイ・シーグバーンも、1981年にノーベル物理学賞を受賞している。

## 生涯
スウェーデンのエーレブルーに生まれ、ルンド大学にて学んだ。1907年から1911年までヨハネス・リュードベリの助手を務め、リュードベリが亡くなった後は1920年にルンド大学の物理学教授になった。1923年からはウプサラ大学の教授になり、翌年の1924年にはノーベル物理学賞を受賞した。
X線分光学の分野でX線装置の改良などに業績をあげ、その後研究の分野を原子物理の分野に移して1939年にサイクロトロンの建設をおこなった。国際的にも活躍し、1938年から1947年まで国際物理学会の会長を務めた。その後、ストックホルムにてこの世を去った。